# Anton Sauter (Badminton)
Anton Sauter (* 27. Dezember 1942) ist ein Schweizer Badmintonspieler.

## Karriere
Anton Sauter wurde 1966 erstmals nationaler Meister in der Schweiz. Drei weitere Titelgewinne folgten bis 1970. Fünf Mal siegte er bei den Portugal International. 1968 nahm er an den Badminton-Europameisterschaften teil. 1972 belegte er mit dem Team Rang drei bei der Mitteleuropameisterschaft.

## Sportliche Erfolge
| Saison | Veranstaltung                   | Disziplin    | Platz | Name                              |
| ------ | ------------------------------- | ------------ | ----- | --------------------------------- |
| 1966   | Portugal International          | Herreneinzel | 1     | Anton Sauter                      |
| 1966   | Schweizer Einzelmeisterschaften | Mixed        | 1     | Anton Sauter / Vreni Schkölzinger |
| 1967   | Schweizer Einzelmeisterschaften | Mixed        | 1     | Anton Sauter / Vreni Schkölzinger |
| 1968   | Schweizer Einzelmeisterschaften | Mixed        | 1     | Anton Sauter / Vreni Schkölzinger |
| 1969   | Portugal International          | Herrendoppel | 1     | Jan Holtnæs / Anton Sauter        |
| 1970   | Portugal International          | Herrendoppel | 1     | Anton Sauter / Erich Linnemann    |
| 1970   | Schweizer Einzelmeisterschaften | Herreneinzel | 1     | Anton Sauter                      |
| 1971   | Portugal International          | Herrendoppel | 1     | Anton Sauter / Erich Linnemann    |
| 1971   | Portugal International          | Herreneinzel | 1     | Anton Sauter                      |